# Hugo Becker (compositeur)
Pour les articles homonymes, voir Becker et Hugo Becker.
Hugo Becker, né Otto Eric Hugo Becker, le 13 février 1864 à Strasbourg et mort le 30 juin 1941 à Grünwald, est un violoncelliste et compositeur allemand d'origine alsacienne.

## Biographie
Hugo Becker est né dans un environnement familial bercé par la musique, son père Jean Becker (de) était un grand violoniste. Son père lui apprit à jouer du violon, mais Hugo préféra le violoncelle et étudia cet instrument avec Carlo Alfredo Piatti. À l'âge de quinze ans, il forma un quatuor à cordes avec son père, sa sœur et son frère. Hugo Becker commença à jouer dans l'orchestre de Mannheim.
Son premier contrat fut avec l'Opéra de Francfort en 1884. Par la suite, il devint professeur de violoncelle au conservatoire de musique de Francfort. Puis de 1909 à 1929, professeur de violoncelle au Conservatoire de musique de Berlin.
Parmi ses étudiants, il eut le compositeur roumain George Georgescu qui suivit ses cours à l'université des Arts, et qui le remplaça comme violoncelliste dans le quatuor à cordes d'Henri Marteau.
Hugo Becker joua de la musique de chambre avec Eugène Ysaÿe et Ferruccio Busoni. Ensemble, ils se constituèrent en trio avec piano. Il reforma ensuite un autre trio avec piano, avec Artur Schnabel et Carl Flesch.
Hugo Becker fut propriétaire d'un Stradivarius nommé "Marquis de Corberon"; ex-Loeb datant de 1726 et qui appartient de nos jours à la Royal Academy of Music.

## Œuvres
- Andante religioso
- Drei Stücke für Violoncell mit Piano-Begleitung
- Scènes d'amour, Duo
- Liebesleben Op 7 (deux Morceaux pour violoncelle et piano : Romance, Duo) (1894) dédié à Alfredo Carlo Piatti (1822-1901)
- Deux Morceaux : Valse gracieuse, Duo
- Cellokonzert A-Dur
- Aus dem Leben des Waldschrat, Suite
- Mechanik und Ästhetik des Violoncellospiels
- Tena con Variazioni Op 5 (1894) dédié à Ernst Ludwig von Hessen

### Arrangeur
- Concerto pour violoncelle et orchestre n°2 en ré Majeur, Hob VIIb2 de Joseph Haydn
- Concerto pour violoncelle et orchestre Op 33 de Robert Volkmann
- La Gondoliera, Op 22 de Giovanni Sgambati
- La première sérénade de Frantisek Alois Drdla
- La sonate pour violon et piano en sol Majeur BG19 de Giuseppe Tartini

### Dédicataire
- Berceuse et Zigeunertanz (danse des gitans) Op 6 de Wilhelm Jeral
- Concerto pour violoncelle et orchestre Op 20 d'Eugen d'Albert
- Sonate pour violoncelle et piano n°2 Op 28 de Max Reger
- Sonate pour violoncelle et piano n°2 Op 56 de Robert Kahn
- Sonate pour violoncelle et piano Op 4 de Walther Lampe
- Sonate pour violoncelle et piano Op 19 de Georg Schumann
- Sonate pour violoncelle et piano Op 81 de Bernhard Scholz
- 4 sonates pour violoncelle et piano Op 28 à 31 d'Alfredo Carlo Piatti
- Konzerstück Op 12 d'Ernö Dohnanyi
- 2e trio pour piano Op 65 de Hans Huber
- 3 suites pour violoncelle seul Op 131c de Max Reger
- 2e tarantelle Op 57 de David Popper